# Saint-Quentin-au-Bosc
Saint-Quentin-au-Bosc là một xã thuộc tỉnh Seine-Maritime trong vùng Normandie miền bắc nước Pháp.

## Dân số
| 1962                                            | 1968 | 1975 | 1982 | 1990 | 1999 | 2006 |
| ----------------------------------------------- | ---- | ---- | ---- | ---- | ---- | ---- |
| 142                                             | 147  | 142  | 125  | 101  | 88   | 90   |
| Starting in 1962: Population without duplicates |      |      |      |      |      |      |